# Søren Christian Sommerfelt
Søren Christian Sommerfelt (9 de abril de 1794 – 29 de dezembro de 1838) foi um padre e botânico norueguês, mais conhecido por seu estudo de plantas esporófitas (criptógamas).
Ele nasceu no distrito de Toten no condado de Oplandenes, Noruega. Era filho do Governador de Condado Christian Sommerfelt (1746-1811) e Anna Sophie Hagerup (1775-1821). Em 1811, quando tinha 15 anos de idade, tornou-se estudante na Universidade de Copenhague. Inicialmente estudou teologia, mas depois concentrou-se em ciências. Em 1816, viajou para Oslo para continuar seus estudos teológicos e obter seu diploma em teologia. Em 1818, foi nomeado pároco na Igreja de Saltdal em Nordland, onde serviu até 1824. Em seguida, foi designado pastor assistente na paróquia da Igreja de Asker em Akershus e posteriormente foi vigário na paróquia da Igreja de Madeira de Ringebu em Oppland.

## Biografia
Søren Christian Sommerfelt (nascido em 9 de abril de 1794 na fazenda Sukkestad em Toten, falecido em 29 de dezembro de 1838 em Ringebu) foi um padre e botânico norueguês. Sommerfelt tinha um grande interesse em botânica desde a infância. Já aos 15 anos foi enviado para Copenhague para estudar. Ainda como estudante em Copenhague, recebeu a oferta de um cargo na recém-estabelecida universidade em Kristiania, mas a dissolução da união e outras circunstâncias levaram a que não conseguisse essa posição. Ele optou por estudar teologia, tornou-se padre e trabalhou incansavelmente com a botânica em seu tempo livre. Na primeira parte do século XIX, ele era considerado um dos botânicos mais talentosos da Noruega, apesar de ter tido apenas a oportunidade de realizar pesquisas paralelamente ao seu trabalho no ministério. Sommerfelt é considerado o último botânico norueguês com conhecimento igualmente bom de todos os grupos de plantas superiores e inferiores.
Casou-se com Jørgine Maria Krohn em 28 de maio de 1818, filha de Johan Jørgen Krohn, e imediatamente após assumiu o cargo de pároco em Saltdal em junho de 1818. Em Saltdal, descobriu a flora incomum do local e fez muitas observações que se transformaram em um trabalho científico muito grande. De particular interesse para os historiadores é sua descrição da cultura e vida popular em Saltdal nessa época. Suas descrições são consideradas a melhor descrição de uma comunidade rural norueguesa nesse período e podem ser usadas para entender condições em outros lugares da região também.
Embora tenha trabalhado muito em observações botânicas em Saltdal, ele também foi um padre habilidoso. O Bispo de Nordland e Finnmark, Mathias Bonsach Krogh, ajudou-o a avançar em sua carreira no ministério. Em 24 de fevereiro de 1824, tornou-se capelão residente na paróquia de Asker e em 1827 tornou-se pároco na paróquia de Ringebu. No mesmo ano em que se tornou pároco em Ringebu, ele havia feito uma viagem de estudo ao oeste da Noruega e contraiu febre tifoide. Isso levou a uma saúde permanentemente debilitada e má visão. Apesar da doença, ele continuou com estudos botânicos até morrer com apenas 44 anos. Dois anos antes de sua morte, ele reuniu importantes botânicos escandinavos em Ringebu.
Sommerfelt e sua esposa tiveram dez filhos juntos, cinco meninas e cinco meninos. Quando ele morreu, ela estava grávida do décimo filho. Ela teve que criar os filhos sozinha e não tinha uma grande pensão para viver. Mesmo assim, vários dos filhos receberam educação superior, incluindo Christian Sommerfelt, padre, prefeito e membro do Storting, e Karl Linne Sommerfelt, que se tornou diretor da Escola da Catedral de Kristiansand.
Plantas que levam seu nome incluem Aphaenogaster sommerfeldti e Pertusaria sommerfeltii. Como botânico, ele descreveu várias novas espécies de plantas, em particular criptógamas, e foi descrito como o primeiro micologista da Noruega. Entre seus trabalhos estão Florae lapponicae de 1826 e Physisk-oeconomisk Beskrivelse over Saltdalen i Nordlandene de 1827. Ele publicou duas séries exsicata, uma sob o título Plantarum cryptogamicarum Norvegicarum, quas collegit ediditique S. Chr. Sommerfelt (1826-1830).